# 115P/Maury
115P/Maury è una cometa periodica appartenente alla famiglia delle comete gioviane: è stata scoperta il 16 agosto 1985 dall'astronomo francese Alain Maury, è stata numerata a seguito della sua riscoperta il 3 maggio 1994 da parte dell'astronomo statunitense James Vernon Scotti.